# Автошлях Т 2545
Автошля́х Т 2545 — автомобільний шлях територіального значення у Чернігівській області. Пролягає територією Ічнянського району через Ічнянський національний природний парк Ічня — Буди. Загальна довжина — 14,1 км.

## Маршрут
Автошлях проходить через такі населені пункти:
| Автошлях Т 2527      |                    |
| Чернігівська область |                    |
| Ічнянський район     |                    |
| Ічня                 | Т 2515Т 2524Т 2527 |
| Дружба               |                    |
| Дзюбівка             |                    |
| Буди                 |                    |